# Mikael Marin
Carl Mikael Marin, född 7 augusti 1965 i S:t Johannes församling, Stockholm, är en svensk musiker. 
Marin spelar både folkmusik och klassisk musik på fiol/violin och viola. Han blev riksspelman 1983. Han är medlem av gruppen Väsen och spelar även i grupperna Marin/Egeland, Timber (Jonsson, Carr & Marin), Rotvälta och Rebarock.
Han undervisar på Kungliga Musikhögskolan i ensemble, arrangering och fiol/viola på folkmusikinstitutionen.

## Diskografi (urval)
- 1991 – Hemlig stod jag (med Rotvälta)

- 1995  – i Österled  (med Rotvälta)

- 2007 – Timber! (med Maria Jonsson och Ian Carr)
- 2008 – Mot Hagsätra (med Marin/Marin)
- 2011 – Småfolket (med Marin/Marin)
- 2011 – Force majeure (med Bowing 9)
- 2013 – Skuggspel (med Marin/Marin)

- 2014 – Tjilin (med Rotvälta)

- 2016 – Tiden (med Marin/Marin)

### Med Väsen
- 1990 – Väsen
- 1992 – Vilda Väsen
- 1993 – Essence
- 1996 – Levande Väsen
- 1997 – Världens Väsen
- 1997 – Spirit
- 1999 – Gront
- 2001 – Live at the Nordic Roots Festival
- 2003 – Trio
- 2004 – Keyed Up
- 2005 – Live in Japan
- 2007 – Linnaeus Väsen
- 2007 – Mike Marshall & Darol Anger with Väsen
- 2009 – Väsen Street
- 2013 – Mindset
- 2014 – Live på Gamla Bion
- 2017 – Brewed
- 2019 – Rule of 3
- 2021 – Duo